# 中村茂 (連珠棋士)
中村 茂（なかむら しげる、1959年 - ）は、日本の連珠棋士。九段。

## 戦績

### 名人戦
- 名人30期[1] 第七世永世名人
- A級リーグ（挑戦者決定リーグ）優勝5回 ※出場全回優勝

1975年の第13期名人戦に高校1年生で出場。A級リーグでは西村敏雄に敗れたものの6勝1敗1分で優勝し、挑戦手合いでは不沈戦艦と称された名人8期を誇る磯部泰山を3勝1分で破り、高校1年生・16歳にして名人の座に就いた。将棋では順位戦のシステムがあるためこの年齢での名人就位は不可能に近く、囲碁なども含めても今なお異例の若さである。
次の第14期では西村敏雄に3連敗を喫して名人の座を明け渡すが、第15期に復位し、第16期も西村を返り討ちにした。西村と磯部は同世代のライバルであったが、この両者の対決では磯部が圧倒していたものの、20歳以上若い中村に対しては西村のほうが分が良かった。なお磯部は、第13期以降挑戦手合いに登場していない。
第18期では西山厚に関西初の名人就位を許すが、西村の時と同じように第19期は中村の復位、第20期は中村の返り討ちとなる。
その後は第31期まで実に13連覇を果たす。この間、フルセットの第5局までもつれ込んだのも2回だけ、相手にリードを許す展開も2回だけと、圧倒的な強さを誇った。
しかしついに第32期、河村典彦に2勝3敗で敗れ、連覇が潰える。この時の最終局は、誰もが黒番中村の優勢を疑わなかった局面で河村が白16から絵に描いたような速攻を決め、まさに劇的な名人交代であった。
この後第33・34期と第40～48期は名人戦を欠場している。第35～39期は挑戦手合いで1敗も喫することなく名人位を守った。つまり、いまだかつてA級リーグで優勝を逃したことはなく（第13期の西村戦以外は黒星もない）、名人でない年はほとんどが名人戦を欠場した年なのである。ただし2011年に9年間の欠場期間を経て名人戦予選に出場した際、2次予選最終局で当時初段の中山智晴に敗れ、よもやの敗退を喫している（中山はその年のA級リーグで3位に入った）。
第50期は1次・2次予選を順当に全勝で突破し、史上最高レベルと言われたA級リーグも7勝2分の無敗で優勝。当時の年齢で半分以下、27歳も若い名人・大角友希との挑戦手合いは、初戦を制した大角が終始優勢に進めたものの、1敗2分のカド番から中村が連勝して返り咲きを決めた。このとき中村は53歳、第14期の名人就位で西村敏雄が持っていた最年長記録を、そのとき敗れた中村が自らの手で更新したことになる。同時に、最年少記録と最年長記録を併せ持つことにもなった。

### 世界選手権
- 優勝2回（1989年第1回、1991年第2回）

1989年に京都で行われた第1回大会は、優勝中村茂、2位奈良秀樹、3位西村敏雄、4位長谷川一人と日本人が上位を独占した。連珠が世界的に普及し、RIF（連珠国際連盟）が発足して間もない頃であったため、まだ日本と諸外国で歴然とした力の差があった。特にすでに10期以上名人を獲っていた中村は各国選手のあこがれの的であり、この大会で日本人を除く最高位の5位に入ったミハイロフ（ソ連）は、興奮のあまり中村との対局で使用した石を黒白1つずつ持ち帰った。
1991年にソ連・モスクワで行われた第2回大会でも、9勝2分で圧勝。当時の開局規定（三珠交替打ち）では仮後が白2を間接に打つほうが有利とされていたところ、中村に対しては3名が白2を直接に打っているのだが、特に問題にせず圧倒している。
その後世界選手権からは遠ざかっていたが、第5回大会を最後に日本人チャンピオンが誕生していないことを受け、2009年にチェコ・パルドゥヴィッツェで行われた第11回大会に久々の出場。このとき49歳。AT（決勝リーグ）に出場した12名のうち、中村と対局経験があるのは日本の岡部寛、小野孝之とロシアのコジンだけであり、各国のトップ棋士が待ち望んだ伝説の連珠家の復活であった。前回優勝者の呉鏑（中国）さえも予選期間中に中村を見つけるやツーショット写真をせがみ、陳科翰（台湾）も中村戦だけは背広にネクタイで臨んだ（その日の午前中の岡部との対局ではワイシャツ姿だった）。結果は第2局で伏兵のニクル（チェコ）に黒星を喫し、第9局では8戦全勝中のスシュコフ（ロシア）を破って意地を見せたものの、最後に世界チャンピオン経験者の呉鏑とタイムラ（エストニア）に連敗して7勝3敗1分の4位に終わった。これを最後に出場していない。

### チーム世界選手権
- 優勝1回（2012年第9回）

この大会は長らくロシアの独壇場であり、日本は長谷川一人以外の名人経験者が出場していなかったため、日本国内というよりもむしろ諸外国から日本開催で最強メンバーが出場することを望まれていた。ついに2010年に東京開催が実現し、日本は2チームのうち1チームを国内予選による選抜ではなく実績重視のドリームチームで構成した。メンバーは、名人経験者の中村茂、磯部泰山、長谷川一人、河村典彦、山口釉水に、挑戦者経験者で国際大会の経験が豊富な岡部寛を加えた6名であった。中村に加え、このとき名人であった長谷川と珠王であった岡部も順調に星を稼いでトップを走ったが、最終局で中村がタイムラ（エストニア）に敗れるなど1勝2敗1分となって逆転を許し、3位に終わった（優勝中国、2位エストニア）。中村の成績は5勝2敗1分とまずまずだったものの、タイムラ戦の2戦2敗で責任を感じた中村は、最終局後に頭を丸めて閉会式に出席した。
2012年大会は、当時名人だった大角友希のほか、岡部寛、久富隆洋、田村一誠、中山智晴との6人で前回優勝国の中国に乗り込んでリベンジを期した。この時は大角が絶不調に陥り、主将としての雑務に追われた岡部も思うように星を伸ばせない中、中村、田村、中山が無敗を継続し予選を首位タイで通過。しかし最終局前に中国1チームに1.5勝のリードを許し、万事休すかと思われた。ところが前回大会とは全く逆の展開で、中国1が最終局2敗2分とまさかの大ブレーキとなり、田村、中村、岡部が白星を挙げた日本が大逆転優勝。予選での戦略ミスもあって決勝リーグの4枠中3枠を中国チームに占められ、四面楚歌に陥ったかと思いきや、その中国チーム同士が正々堂々戦ったことに助けられる結果になった。中村は7勝1敗とMVP級の活躍であった。このとき朱建峰（中国1）に唯一の敗北を喫しているが、中国のサイトではその様子が大々的に取り上げられていた。
大角友希、飯尾義弘、田村一誠、福井暢宏、あこと共に臨んだ2014年台湾大会は、3位に終わっている。

### 全日本選手権（珠王戦）
- 優勝4回

この大会でも出場6回で優勝4回と圧倒的な実績を残している。地区予選～A級リーグ～挑戦手合いのステップ式である名人戦と比べ、スイスシステム6回戦の一発勝負である全日本選手権は波乱が起こりやすいとされるが、2015年時点で歴代優勝者は名人経験者の中村（4回）、山口（2回）、大角（2回）と挑戦者経験者の岡部（2回）だけである。

### 関東選手権、帝王戦
- 関東選手権優勝20期
- 帝王戦優勝10期

東日本支局の地方大会は、多くの場合持ち時間30～40分の早打ちであるが、それでも圧倒的な強さを誇る。
関東選手権では2015年時点で32期のうち20期を占めており、出場して優勝を逃したのは5回だけである。他に奈良秀樹が5期（中村との同点優勝が2期）、岡部寛が3期、草島真人、鈴木直哉、三森政男、山口釉水、中山智晴が1期優勝しているが、中村を破って優勝したのは奈良、岡部、中山の1期ずつだけである。
帝王戦は出場10期すべてで優勝している。第2期の初出場時、2次予選と決勝第1・2局で当時16歳の岡部寛に3局続けて引き分けを奪われたが、決勝最終局で白12の新手をぶつけて勝利した。その後岡部とは決勝で9回対戦し、カド番に追い込まれたり同点で第4局にもつれこんだりしたことはあるが、そのたびに新手をぶつけて跳ね返している（岡部は2015年時点で15期すべてに出場し、優勝2期で準優勝が11期）。

## メディア出演
近年では、2015年10月2日にTBSの「最強文化系コロシアム 天下一文道会」に出演したことが話題となった。56歳にして世界ランキング1位を維持する世界王者として、禁手のない「五目並べ」の白番（後手）でタレントの杉村太蔵、当時将棋の女流棋士だった竹俣紅と対局するというハンデ戦であった。
杉村との対局では、五連を2つ作るという追加ハンデを自ら提案して勝利。対局前に自信をのぞかせる杉村を「そうですか」とあしらう様子が笑いを取った。竹俣は五連2つのハンデを拒否して挑み、解説を務めた岡部寛に途中「明らかに有段者の手」「文句なしに黒有利」と言わしめる善戦を見せたが、最後は中村が反撃を決めた。中村が詰みを発見する直前、胡坐になって肘で足裏のツボを押すポーズをとったが、これは名人戦などの和室対局で長考に沈んだ際に実際よく現れる癖である。前回の放送でオセロの伊藤純哉が指先をダンスのように動かして先を読む「伊藤ダンス」を紹介したのと連なる形で、この癖も「中村スタイル」として番組中で紹介された。なお、竹俣との対局は2015年10月8日の岡部のブログ1111号室
で詳しく解説されている。